# 张镇 (晋朝)
张镇（246年—325年），字义远，吴国吴县（今江苏省苏州市）人，晋朝官员。

## 生平
张镇忠恕而宽大清明，严正而纯洁。太安二年（303年），张镇出任苍梧郡太守。
后来张镇离任，交州刺史陶璜子陶威继任。永嘉五年（311年），陶威领交州刺史，张镇又重新任苍梧太守。
太宁二年（324年），爆发王敦之乱，晋明帝调张镇为吴郡太守，或意在拉拢江东人士。同年杜晏受任苍梧太守，可见张镇已不在任。张镇因讨伐王含有功，封兴道县侯，加散骑常侍、建威将军、守奉车都尉。
太宁三年岁在乙酉（325年），张镇去世，虚岁八十，谥号德。

## 其他
张镇的孙子张凭年仅数岁时，张镇对张凭的父亲说：“我比不上你。”张凭的父亲不明所以。张镇说：“你有个好儿子。”张凭拱手说：“爷爷，你怎么可以用儿子来戏弄父亲呢？”

## 家庭

### 夫人
- 嘉兴徐氏，晋朝始安郡太守徐庸的姐姐[1]